# Apponyi György (főispán)
Gróf nagyapponyi Apponyi György László, (Nagyappony, 1736. november 5. – Bécs, 1782. október 5.) nagybirtokos főnemes, kamarás, titkos tanácsos, főispán.

## Élete
Apponyi Lázár gróf és Viczay Rebeka bárónő fiaként született. Édesapja előbb 1718-ban bárói, majd 1739-ben grófi címet kapott, így az Apponyiak a főnemesek sorába kerültek. György fiatal katonaként részt vett a bajor-francia háborúban századosi rangban. Császári és királyi kamarás lett, majd 1760-tól helytartósági tanácsos, 1763-tól pedig valóságos belső titkos tanácsos. 1764-ben került Máramaros vármegye főispáni székébe, ekkor vette meg a hőgyészi uradalmat, így kerülve kapcsolatba Tolna vármegyével.
Tolnában egyre többen követelték akkoriban, hogy a vármegye ne legyen a Pécsi püspökség tartozéka, hanem világi főispánjuk lehessen. Klimó György püspök halála után ezért 1777. szeptember 22-én Apponyit választották a vármegye élére, mely pozíciójában egészen haláláig meg is maradt.
Habár saját dokumentumai szerint állandó jelleggel Pozsonyban élt, végrendeletében mégis gondoskodott a tolnai birtokain élőkről. Fiának meghagyta, hogy szegényházat építsen Csicsón, ami aztán végül Hőgyészen valósult meg, valamint egy nem katolikus faluban egy katolikus templom építését is örökösére bízta, mely célra külön 10000 forintnyi összeget hagyott. Apponyi saját maga is adakozott a köz javára, 1781-ben például Mucsi községben kezdett templomot építtetni. Szegények és kórházak számára is bőven adakozott, de egy szenci árvaháznak és saját alkalmazottainak is juttatott.

### Családja
1750-ben vette nőül gróf Lamberg Mária Franciskát (1734–1796), Lamberg Ferenc gróf és Esterházy Mária grófnő leányát. A házasságból két gyermekről lehet tudni:
- Antal György (1751–1817) főispán, neje: Caroline zu Lodron-Laterano grófnő (1756–1825)
- Mária Jozefa (?–1790); férje: Perényi Imre báró